# Self-help group
Un self-help group (SHG) (grupo de ayuda) es un comité mediador financiero de una aldea compuesto habitualmente por 10–20 mujeres o varones locales. Es preferible que no sea grupo mixto. La mayoría de los grupos "self-help" están en la India, aunque pueden encontrarse SHG en otros países, especialmente en el sur y el sureste de Asia.
Los miembros hacen pequeñas contribuciones de ahorro regulares durante algunos meses hasta que se cuenta con el capital necesario para empezar a prestar. Los fondos pueden ser prestados a los miembros del grupo o a otras personas de la aldea para un proyecto. En India, muchos grupos SHG están 'conectados' a bancos para la entrega de microcréditos.

## Estructura
Un grupo self-help puede estar registrado o no. Con frecuencia se trata de un grupo de microemprendedores con puntos de partida sociales y económicos homogéneos, que voluntariamente juntan pequeñas cantidades regulares de dinero y acuerdan contribuir a un fondo común para satisfacer sus necesidades de emergencia sobre la base de la ayuda mutua. Ponen en común sus recursos para ser económicamente estables, adquieren préstamos del dinero recaudado por dicho grupo favoreciendo el autoempleo. Los miembros del grupo utilizan la sabiduría colectiva y la presión de los pares para asegurar el uso final adecuado de crédito y pago a tiempo. Este sistema elimina la necesidad de garantía y está estrechamente relacionado con el del crédito solidario, ampliamente utilizado por las instituciones de microfinanzas. Para simplificar la contabilidad se utilizan cálculos de interés planos para la mayoría del cálculo de los préstamos se utilizan para la mayoría de los cálculos de préstamos.

## Objetivos
Los Self-Grups fueron iniciados por ONGs con el objetivo de luchar contra la pobreza. Los Self-Grups de ayuda están considerados instrumentos para avanzar en el empoderamiento de las mujeres, el desarrollo de las capacidades de liderazgo entre la población pobre, aumentar el reclutamiento en las escuelas y mejorar la nutrición y el uso del control de natalidad. La intermediación financiera está considerada más como un punto inicial para avanzar en estos objetivos que como objetivo primario.

## Programa de conexión NABARD con el banco
Muchos self-grups de ayuda, especialmente en India, bajo NABARD es esHG Conexión de Banco' programa, toma prestado de bancos una vez han acumulado una base de su capital propia y ha establecido un registro de pista de reembolsos regulares.
Este modelo ha atraído atención como manera posible de ofrecer servicios de microfinanzas a las poblaciones pobres que tienen dificultades lograr financiación directamente a través de bancos u otras instituciones. "Por agregar sus ahorros individuales a un depósito solo, self-grupos de ayuda minimizan los costes de transacción del banco y generar un volumen atractivo de depósitos. A través de self-la ayuda agrupa el banco puede servir pequeño rural depositors mientras pagándoles un índice de mercado de interés."
NABARD estima que hay 2.2 millones de SHG en India, representando 33 millones de miembros, que han solicitado préstamos de bancos en este programa de conexión de datos. Esto no incluye las SHG que no han pedido préstamos. "El Programa SHG de Conexión Bancaria desde un principio ha sido predominante en estados seguros, especialmente en el sur – Andhra-Pradesh, Tamil Nadu, Kerala y Karnataka. Estos estados representaron el 57 % de los créditos SHG enlazados durante el año financiero 2005–2006."

## Ventajas de financiar a través de SHGs
- Un individuo económicamente pobre gana fuerza como parte de un grupo.
- Además, la financiación a través de los SHGs reduce los costes de transacción tanto para los prestamistas como para los prestatarios.
- Si bien los prestamistas tienen que manejar sólo una sola cuenta de SHG en lugar de un gran número de cuentas individuales de pequeño tamaño, los prestatarios como parte de un SHG reducen los gastos de viaje (hacia y desde la sucursal y otros lugares) para completar el trabajo de papel y pérdida de días de trabajo en la prospección de préstamos.
- Cuando son exitosos, los SHG han capacitado significativamente a las personas pobres, especialmente las mujeres, en las zonas rurales.